# Querida Wendy
Dear Wendy (conocida en Hispanoamérica como Querida Wendy), es una película del año 2005, dirigida por Thomas Vinterberg y protagonizada por Jamie Bell, Bill Pullman, Mark Webber y Alison Pill. Escrita por Lars Von Trier, la cinta fue una coproducción de Dinamarca, Alemania, Francia y Reino Unido.

## Sinopsis
Querida Wendy es la historia de Dick (Jamie Bell), un chico de 18 años que vive en Esther-slope, un triste pueblo minero del Medio Oeste. Los habitantes le consideran un bicho raro. Un día, por casualidad, se encuentra un pequeño revólver por el que se siente muy atraído a pesar de su declarado pacifismo. Decide llamarlo Wendy. No tarda en atraer a los otros jóvenes inadaptados del pueblo para formar un club llamado "Los Dandies". El grupo les hace sentir más fuertes y les da un sentido de unidad. Todos tienen un arma a la que han dado un nombre y de la que saben todo lo que puede saberse. Pero han jurado que jamás sacarían el arma. Es la primera y más importante regla de "Los Dandies". Sin embargo, incluso un Dandy puede meterse en un lío. Al fin y al cabo, las reglas se hacen para saltárselas, sobre todo si un gran e importante principio está en juego.